# Vertakt leermos
Het vertakt leermos (Peltigera extenuata) is een korstmos van het geslacht Peltigera uit de familie Peltigeraceae. De soort werd in 1878 voor het eerst onder een wetenschappelijke naam gepubliceerd door de Finse botanicus Edvard August Vainio aan de hand van beschrijvingen van William Nylander. In 1886 werd de soort door de Hongaar Hugó Lojka onder zijn huidige naam beschreven.

## Kenmerken
Het vertakt leermos is een soort die altijd samen met andere leermossen voorkomt en zeer zeldzaam is. Het thallus is bladvormig en klein tot middelgroot, tot 5 cm in diameter en heeft lobben. De lobben zijn plat en langwerpig, tussen de 1 en 3 cm lang. De bovenzijde van het korstmos is grijs tot lichtbruin, dof, en krijgt een blauwachtig groene glans als het nat is. De soralen zijn korrelig. De onderzijde en rhizinen zijn wit van kleur, met anastomose en tevens witte aderen. Apothecia zijn zeldzaam en tot 5 mm in diameter.

## Vergelijkbare soorten
De soort lijkt op het meer algemeen voorkomende soredieus leermos (Peltigera didactyla), maar dat heeft langere rhizinen en iets grotere thalli.

## Verspreiding
Het vertakt leermos komt met name voor in Europa en Noord-Amerika, Australië en Nieuw-Zeeland. Het is een soort die in het hele verspreidingsgebied zeldzaam is. De soort is het meest in Scandinavië, IJsland, Finland en Estland te vinden, maar is in het zuiden tot en met Spanje verspreid. In het oosten is de soort ook in Oost-Rusland te vinden. De soort komt ook voor in Canada, Groenland en de Verenigde Staten.

### Benelux
Nadat in Nederland na een enkele waarneming in 1905 de soort voor het laatst was gezien, werd hij in 2007 gevonden in een sparrenaanplant bij Rolde, de rijkste groeiplaats van de in totaal zeven soorten leermossen in Nederland. Gezien de omvang van deze groeiplaats moet ervan worden uitgegaan dat deze soort al minimaal tien jaar weer terug was gekeerd. Dankzij deze vondst ging de soort van de categorie "Verdwenen uit Nederland" naar de categorie "Gevoelig" op de Rode Lijst van korstmossen uit 2012. Deze status bleef onveranderd met de lijst van 2015.
Of vertakt leermos zich op den duur op deze groeiplaats zal kunnen handhaven is twijfelachtig, omdat de vitaliteit van de leermossen weer afneemt. Vermoedelijk hangt dit samen met het ouder en donkerder worden van het nabije sparrenbos. De latere vindplaatsen in Nederland liggen allemaal in Noord-Brabant.
In Luxemburg is de soort enkele malen gevonden, in België is het vertakt leermos zeer zeldzaam.